# Makád, Pesta
Makád  este un sat în districtul Ráckeve, județul Pesta, Ungaria, având o populație de 1.249 de locuitori (2011). 

## Demografie
Componența etnică a satului Makád
     Maghiari (97,86%)
     Alții (2,14%)
Componența confesională a satului Makád
     Reformați (47,8%)
     Romano-catolici (16,17%)
     Fără religie (11,53%)
     Necunoscută (23,14%)
     Alte religii (2%)
Conform recensământului din 2011, satul Makád avea 1.249 de locuitori. Din punct de vedere etnic, majoritatea locuitorilor (97,86%) erau maghiari. Nu există o religie majoritară, locuitorii fiind reformați (47,8%), romano-catolici (16,17%) și persoane fără religie (11,53%). Pentru 23,14% din locuitori nu este cunoscută apartenența confesională.